# Tinos (město)
Tinos (řecky Τήνος) je řecké přístavní město, správní středisko stejnojmenného řeckého ostrova Tinos v Egejském moři v souostroví Kyklady. Nachází se na jižním pobřeží ostrova. Je částí stejnojmenné komunity a obecní jednotky.

## Obyvatelstvo
Komunita Tinos se skládá z vlastního města Tinos a tří vesnic. V závorkách je uveden počet obyvatel.
- Komunita Tinos se skládá z vlastního města Tinos (4762) a vesnic Agios Fokas (57), Karia (21) a Mountados (24).